# 4e régiment mixte colonial
Le 4e régiment mixte colonial (4e RMC) est une unité de l'Armée française pendant la Première Guerre mondiale.

## Création et différentes dénominations
- Août 1914 - Création du 4e régiment mixte colonial[réf. nécessaire]
- Novembre 1914 - Dissolution du 4e régiment mixte colonial[réf. nécessaire]
- 30 mars 1915 - Reconstitution du 4e régiment mixte colonial
  - Un bataillon du 4e régiment d'infanterie coloniale
  - 1er bataillon de tirailleurs sénégalais d'Algérie[1]
  - 2e bataillon de tirailleurs sénégalais d'Algérie[1]
- 5 août 1915 - Devient le 54e régiment d'infanterie coloniale

## Historique
- 6 janvier 1915 : préparatifs à Lemnos d'une offensive dans la presqu'île de Gallipoli.<
- 25 avril 1915 : Bataille des Dardanelles
- 5 mai 1915 : Combats du Kéréves Déré, puis organisation d'un secteur dans cette région.

### Rattachements
1re division d'infanterie du C.E.O.